# Euryproctus sentinis
Euryproctus sentinis är en stekelart som beskrevs av Davis 1897. Euryproctus sentinis ingår i släktet Euryproctus och familjen brokparasitsteklar. Inga underarter finns listade i Catalogue of Life.